# غرسوبلي
غرسوبلي (بالإنجليزية: Grosuplje)‏ هي مستوطنة تقع في سلوفينيا في Grosuplje Municipality. يقدر عدد سكانها بـ 7,174 نسمة ومساحتها 5.3 كم2 وترتفع عن سطح البحر 343.1 متر.

## أعلام
- يانيز يانشا
- ديفيد ميكلافشيتش